# Team Garmin-Cervélo
Team Garmin-Cervélo (Kod UCI: CWT) – była brytyjska profesjonalna kobieca grupa kolarska. Powstała w 2004 roku na szwajcarskiej licencji pod nazwą Univega Pro Cycling Team. W 2008 roku sponsorem został producent rowerów - Cervélo, drużyna zmieniła nazwę na Cervélo Lifeforce Pro Cycling Team, a licencję na niemiecką. W 2010 roku startowała na licencji holenderskiej, a w 2011 na brytyjskiej jako Team Garmin-Cervélo. Z powodu problemów finansowych zespół został rozwiązany w 2011 roku, a sześć z dziesięciu zawodniczek, w tym wszystkie cztery Brytyjki przeszły do holenderskiego AA Drink-leontien.nl.
Zespół ten zwyciężył między innymi w klasyfikacji drużynowej Pucharu Świata kobiet w kolarstwie szosowym w sezonach 
2006, 2007, 2009 i 2010. 

## Nazwa grupy w poszczególnych latach
| lata      | nazwa                              |
| --------- | ---------------------------------- |
| 2004–2006 | Univega Pro Cycling Team           |
| 2007      | Raleigh Lifeforce Creation         |
| 2008–2010 | Cervélo Lifeforce Pro Cycling Team |
| 2011      | Team Garmin-Cervélo                |

## Ostatni skład
Stan na styczeń 2011
| Skład drużyny 2011                          | Skład drużyny 2011  | Skład drużyny 2011 | Skład drużyny 2011                        |
| Imię i nazwisko                             | Data urodzenia      | Państwo            | Poprzednia grupa                          |
| ------------------------------------------- | ------------------- | ------------------ | ----------------------------------------- |
| Lizzie Armitstead                           | 18 grudnia 1988     | Wielka Brytania    | Lotto-Belisol Ladiesteam (2009)           |
| Noemi Cantele                               | 17 lipca 1981       | Włochy             | HTC-Columbia Women (2010)                 |
| Jessie Daams                                | 28 maja 1990        | Belgia             | Topsport Vlaanderen-Thompson (2010)       |
| Sharon Laws                                 | 7 lipca 1974        | Wielka Brytania    |                                           |
| Lucy Martin                                 | 5 maja 1990         | Wielka Brytania    |                                           |
| Emma Pooley                                 | 3 października 1982 | Wielka Brytania    | Team Specialized Designs for Women (2008) |
| Alex Rhodes                                 | 1 grudnia 1984      | Australia          | Webcor Builders (2009)                    |
| Carla Ryan                                  | 21 września 1985    | Australia          |                                           |
| Trine Schmidt                               | 3 czerwca 1988      | Dania              | Hitec Products-UCK (2010)                 |
| Iris Slappendel                             | 18 lutego 1985      | Holandia           | Flexpoint (2009)                          |
| Sarah Lena Hofmann (1 sie–31 gru, stażysta) | 24 kwietnia 1992    | Niemcy             |                                           |
|                                             |                     |                    |                                           |
| Źródło: UCI                                 |                     |                    |                                           |